# Markus Schulte-Lünzum
Markus Schulte-Lünzum (Haltern am See, 16 de julio de 1991) es un deportista alemán que compite en ciclismo de montaña en la disciplina de campo a través. Ganó dos medallas de bronce en el Campeonato Mundial de Ciclismo de Montaña, en los años 2012 y 2013.

## Medallero internacional
| Campeonato Mundial | Campeonato Mundial           | Campeonato Mundial | Campeonato Mundial         |
| Año                | Lugar                        | Medalla            | Competición                |
| ------------------ | ---------------------------- | ------------------ | -------------------------- |
| 2012               | Leogang/Saalfelden (Austria) | Medalla de bronce  | Campo a través por relevos |
| 2013               | Pietermaritzburg (Sudáfrica) | Medalla de bronce  | Campo a través por relevos |